# Bolor Ganbold

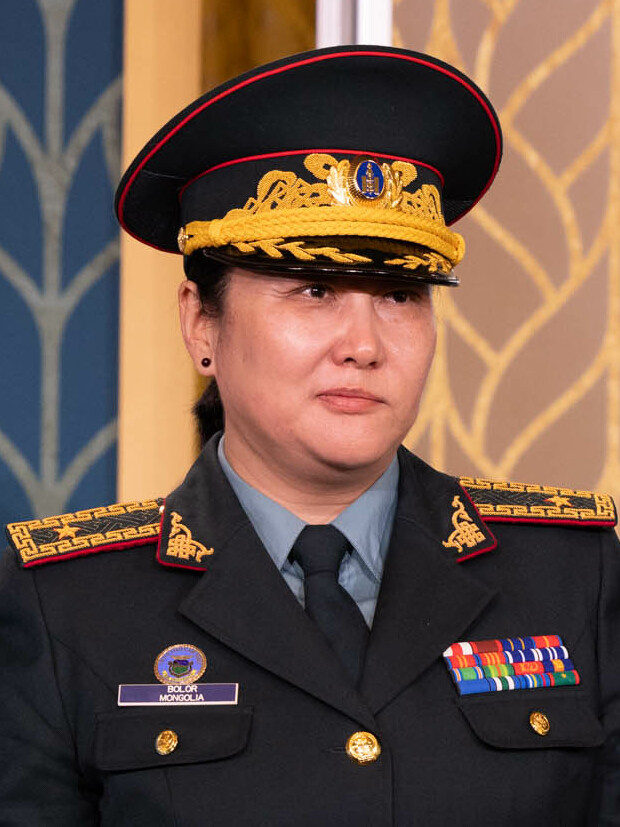
Bolor Ganbold (2023)

Bolor Ganbold (mongolisch Ганболд Болор; * 1976 in Ulaanbaatar) ist eine mongolische Offizierin. 2022 wurde sie als erste Frau Brigadegeneral der Mongolischen Streitkräfte. International bekannt wurde sie durch ihre Friedens-Einsätze für die Vereinten Nationen.

## Herkunft und Ausbildung
Ganbold Bolor wurde 1976 in der mongolischen Hauptstadt Ulaanbaatar geboren und wuchs auch dort auf, 1994 schloss sie die Oberschule Nr. 33 ab. Sie war Mitglied der ersten Kohorte weiblicher Rekruten, die ab 1994 zum Studium an der mongolischen Militäruniversität zugelassen wurden, die heute Nationale Verteidigungsuniversität heißt. Bolor machte 1999 dort ihren Abschluss.
Bolor absolvierte 2010 und 2011 auch Trainings am Air Command and Staff College in Montgomery (Alabama).

## Karriere
Nach ihrem Studienabschluss 1999 arbeitete Ganbold Bolor als Elektroingenieurin bei den mongolischen Streitkräften. Von 2003 bis 2007 war sie Ausbilderin für neue Rekruten und von 2007 bis 2010 Leiterin des Fremdsprachen-Trainingszentrums.
2010 wurde Bolor als erste mongolische Frau zu den Blauhelmsoldaten der UN-Mission in der Zentralafrikanischen Republik und dem Tschad (MINURCAT) abgeordnet. 2013 übernahm sie eine leitende Funktion bei der UN-Mission im Südsudan (UNMISS). Nach ihren Feldeinsätzen arbeitete Bolor von 2015 bis 2017 als Offizierin beim UN-Peacekeeping-Service (CMOS) in New York City.
Am 18. März 2022 wurde Bolor von Staatspräsident Uchnaagiin Chürelsüch in den Rang eines Brigadegenerals befördert. Sie war damit die erste Frau, die diesen höchsten militärischen Rang der mongolischen Streitkräfte bekleidete.
Seit 2022 ist Bolor Leiterin der Trainings- und Ausbildungsabteilung der Mongolischen Streitkräfte.

## Auszeichnungen
Im März 2023 wurde Bolor Ganbold mit dem International Women of Courage Award ausgezeichnet. Die Ehrung erfolgte durch US-Außenminister Antony Blinken und die First Lady der Vereinigten Staaten Jill Biden. Im Anschluss nahm Bolor am International Visitor Leadership Program teil.